# Покровский сельсовет (Дагестан)
Покровский сельсовет  — административно-территориальная единица и муниципальное образование со статусом сельского поселения в Хасавюртовском районе Дагестана Российской Федерации.
Административный центр — село Покровское.

## Населённые пункты
На территории сельсовета находятся населённые пункты:
1. село Покровское
2. хутор Абдурашид

## Население
| 2002  | 2010  | 2012  | 2013  | 2014  | 2015  | 2016  |
| ----- | ----- | ----- | ----- | ----- | ----- | ----- |
| 3892  | ↗4438 | ↗4508 | ↗4636 | ↗4735 | ↗4848 | ↗4929 |
| 2017  | 2018  | 2019  | 2020  | 2021  | 2023  | 2024  |
| ↗5015 | ↗5093 | ↗5134 | ↗5242 | ↗5376 | ↗5446 | ↗5488 |
| 2025  |       |       |       |       |       |       |
| ↗5508 |       |       |       |       |       |       |

В 2010 году в сельском поселении проживало 4438 человек (3,1 % населения района).